# كايل وارد
كايل وارد (بالإنجليزية: Kyle Ward)‏ هو لاعب كرة قدم أمريكية أمريكي، ولد في 15 ديسمبر 1984 في دالاس في الولايات المتحدة.